# King of the Ring 1999
King of the Ring 1999 è stata la settima edizione dell'omonimo evento in pay-per-view prodotto dalla World Wrestling Federation. L'evento si è svolto il 27 giugno 1999 al Greensboro Coliseum di Greensboro.

## Storyline
La card principale comprendeva dieci match, mentre diversi match precedenti il pay-per-view vennero trasmessi in diretta televisiva, come parte di Sunday Night Heat. Il match principale è stato un ladder match che vedeva contrapposti Shane e Mr. McMahon contro Steve Austin per il controllo del WWF. Alla fine vinsero i primi due. L'altro match principale era un single match per il WWF Championchip tra The Undertaker e The Rock vinto dal Deadman. La maggior parte dei rimanenti match fu per decretare il vincitore del King of the Ring.

## Risultati
| #  | Risultati | Stipulazioni                                        | Durata |
| -- | --- | --------------------------------------------------- | ------ |
| 1  | X-Pac ha sconfitto Hardcore Holly per squalifica                                                                  | Single match; Quarto di finale del King of the Ring | 02:58  |
| 2  | Kane ha sconfitto Big Show                                                                                        | Single match; Quarto di finale del King of the Ring | 06:29  |
| 3  | Billy Gunn ha sconfitto Ken Shamrock                                                                              | Single match; Quarto di finale del King of the Ring | 03:53  |
| 4  | Road Dogg ha sconfitto Chyna (con Triple H)                                                                       | Single match; Quarto di finale del King of the Ring | 13:14  |
| 5  | The Hardy Boyz (Matt e Jeff Hardy) (con Michael Hayes) hanno sconfitto The Brood (Edge e Christian) (con Gangrel) | Tag Team match                                      | 04:54  |
| 6  | Billy Gunn ha sconfitto Kane                                                                                      | Single match; Semifinale del King of the Ring       | 05:16  |
| 7  | X-Pac ha sconfitto Road Dogg                                                                                      | Single match; Semifinale del King of the Ring       | 03:07  |
| 8  | The Undertaker (c) (con Paul Bearer) ha sconfitto The Rock                                                        | Single match per il WWF Championship                | 19:14  |
| 9  | Billy Gunn ha sconfitto X-Pac                                                                                     | Single match; Finale del King of the Ring           | 05:35  |
| 10 | Mr. McMahon e Shane McMahon hanno sconfitto Steve Austin                                                          | 2-on-1 Handicap Ladder match                        | 17:09  |

### Struttura del torneo
|  | Ottavi di finale 30 maggio-21 giugno (Raw) | Ottavi di finale 30 maggio-21 giugno (Raw) | Ottavi di finale 30 maggio-21 giugno (Raw) |              |                | Quarti di finale 27 giugno (King of the Ring) | Quarti di finale 27 giugno (King of the Ring) | Quarti di finale 27 giugno (King of the Ring) |  |  | Semifinali 27 giugno (King of the Ring) | Semifinali 27 giugno (King of the Ring) | Semifinali 27 giugno (King of the Ring) |  |  | Finale 27 giugno (King of the Ring) | Finale 27 giugno (King of the Ring) | Finale 27 giugno (King of the Ring) |  |
|  |                                            |                                            |                                            |              |                |                                               |                                               |                                               |  |  |                                         |                                         |                                         |  |  |                                     |                                     |                                     |  |
|  | Billy Gunn                                 | Billy Gunn                                 | Schienamento                               |              |                |                                               |                                               |                                               |  |  |                                         |                                         |                                         |  |  |                                     |                                     |                                     |  |
|  | Billy Gunn                                 | Billy Gunn                                 | Schienamento                               |              |                |                                               |                                               |                                               |  |  |                                         |                                         |                                         |  |  |                                     |                                     |                                     |  |
|  | Viscera                                    | Viscera                                    | 2:05                                       |              |                |                                               |                                               |                                               |  |  |                                         |                                         |                                         |  |  |                                     |                                     |                                     |  |
|  | Viscera                                    | Viscera                                    | 2:05                                       |              | Billy Gunn     | Billy Gunn                                    | TKO                                           |                                               |  |  |                                         |                                         |                                         |  |  |                                     |                                     |                                     |  |
|  |                                            |                                            |                                            |              | Billy Gunn     | Billy Gunn                                    | TKO                                           |                                               |  |  |                                         |                                         |                                         |  |  |                                     |                                     |                                     |  |
|  |                                            |                                            | Ken Shamrock                               | Ken Shamrock | 3:37           |                                               |                                               |                                               |  |  |                                         |                                         |                                         |  |  |                                     |                                     |                                     |  |
|  | Ken Shamrock                               | Ken Shamrock                               | Ken Shamrock                               | Ken Shamrock | 3:37           | Sottomissione                                 |                                               |                                               |  |  |                                         |                                         |                                         |  |  |                                     |                                     |                                     |  |
|  | Ken Shamrock                               | Ken Shamrock                               |                                            |              |                |                                               |                                               |                                               |  |  |                                         |                                         |                                         |  |  |                                     |                                     |                                     |  |
|  | Jeff Jarrett                               | Jeff Jarrett                               | 2:55                                       |              |                |                                               |                                               |                                               |  |  |                                         |                                         |                                         |  |  |                                     |                                     |                                     |  |
|  | Jeff Jarrett                               | Jeff Jarrett                               | 2:55                                       |              | Billy Gunn     | Billy Gunn                                    | Schienamento                                  |                                               |  |  |                                         |                                         |                                         |  |  |                                     |                                     |                                     |  |
|  |                                            |                                            |                                            |              |                |                                               |                                               |                                               |  |  |                                         |                                         |                                         |  |  |                                     |                                     |                                     |  |
|  |                                            |                                            | Kane                                       | Kane         | 5:25           |                                               |                                               |                                               |  |  |                                         |                                         |                                         |  |  |                                     |                                     |                                     |  |
|  | Droz                                       | Droz                                       | Kane                                       | Kane         | 5:25           | Schienamento                                  |                                               |                                               |  |  |                                         |                                         |                                         |  |  |                                     |                                     |                                     |  |
|  | Droz                                       | Droz                                       |                                            |              |                |                                               |                                               |                                               |  |  |                                         |                                         |                                         |  |  |                                     |                                     |                                     |  |
|  | Big Show                                   | Big Show                                   | 0:59                                       |              |                |                                               |                                               |                                               |  |  |                                         |                                         |                                         |  |  |                                     |                                     |                                     |  |
|  | Big Show                                   | Big Show                                   | 0:59                                       |              | Big Show       | Big Show                                      | Schienamento                                  |                                               |  |  |                                         |                                         |                                         |  |  |                                     |                                     |                                     |  |
|  |                                            |                                            |                                            |              | Big Show       | Big Show                                      | Schienamento                                  |                                               |  |  |                                         |                                         |                                         |  |  |                                     |                                     |                                     |  |
|  |                                            |                                            | Kane                                       | Kane         | 6:36           |                                               |                                               |                                               |  |  |                                         |                                         |                                         |  |  |                                     |                                     |                                     |  |
|  | Test                                       | Test                                       | Kane                                       | Kane         | 6:36           | Schienamento                                  |                                               |                                               |  |  |                                         |                                         |                                         |  |  |                                     |                                     |                                     |  |
|  | Test                                       | Test                                       |                                            |              |                |                                               |                                               |                                               |  |  |                                         |                                         |                                         |  |  |                                     |                                     |                                     |  |
|  | Kane                                       | Kane                                       | 3:05                                       |              |                |                                               |                                               |                                               |  |  |                                         |                                         |                                         |  |  |                                     |                                     |                                     |  |
|  | Kane                                       | Kane                                       | 3:05                                       |              | Billy Gunn     | Billy Gunn                                    | Schienamento                                  |                                               |  |  |                                         |                                         |                                         |  |  |                                     |                                     |                                     |  |
|  |                                            |                                            |                                            |              |                |                                               |                                               |                                               |  |  |                                         |                                         |                                         |  |  |                                     |                                     |                                     |  |
|  |                                            |                                            | X-Pac                                      | X-Pac        | 5:33           |                                               |                                               |                                               |  |  |                                         |                                         |                                         |  |  |                                     |                                     |                                     |  |
|  | Road Dogg                                  | Road Dogg                                  | X-Pac                                      | X-Pac        | 5:33           | Schienamento                                  |                                               |                                               |  |  |                                         |                                         |                                         |  |  |                                     |                                     |                                     |  |
|  | Road Dogg                                  | Road Dogg                                  |                                            |              |                |                                               |                                               |                                               |  |  |                                         |                                         |                                         |  |  |                                     |                                     |                                     |  |
|  | The Godfather                              | The Godfather                              | 1:02                                       |              |                |                                               |                                               |                                               |  |  |                                         |                                         |                                         |  |  |                                     |                                     |                                     |  |
|  | The Godfather                              | The Godfather                              | 1:02                                       |              | Road Dogg      | Road Dogg                                     | Schienamento                                  |                                               |  |  |                                         |                                         |                                         |  |  |                                     |                                     |                                     |  |
|  |                                            |                                            |                                            |              | Road Dogg      | Road Dogg                                     | Schienamento                                  |                                               |  |  |                                         |                                         |                                         |  |  |                                     |                                     |                                     |  |
|  |                                            |                                            | Chyna                                      | Chyna        | 13:19          |                                               |                                               |                                               |  |  |                                         |                                         |                                         |  |  |                                     |                                     |                                     |  |
|  | Chyna                                      | Chyna                                      | Chyna                                      | Chyna        | 13:19          | Schienamento                                  |                                               |                                               |  |  |                                         |                                         |                                         |  |  |                                     |                                     |                                     |  |
|  | Chyna                                      | Chyna                                      |                                            |              |                |                                               |                                               |                                               |  |  |                                         |                                         |                                         |  |  |                                     |                                     |                                     |  |
|  | Val Venis                                  | Val Venis                                  | 2:14                                       |              |                |                                               |                                               |                                               |  |  |                                         |                                         |                                         |  |  |                                     |                                     |                                     |  |
|  | Val Venis                                  | Val Venis                                  | 2:14                                       |              | Road Dogg      | Road Dogg                                     | Schienamento                                  |                                               |  |  |                                         |                                         |                                         |  |  |                                     |                                     |                                     |  |
|  |                                            |                                            |                                            |              |                |                                               |                                               |                                               |  |  |                                         |                                         |                                         |  |  |                                     |                                     |                                     |  |
|  |                                            |                                            | X-Pac                                      | X-Pac        | 3:08           |                                               |                                               |                                               |  |  |                                         |                                         |                                         |  |  |                                     |                                     |                                     |  |
|  | Al Snow                                    | Al Snow                                    | X-Pac                                      | X-Pac        | 3:08           | Schienamento                                  |                                               |                                               |  |  |                                         |                                         |                                         |  |  |                                     |                                     |                                     |  |
|  | Al Snow                                    | Al Snow                                    |                                            |              |                |                                               |                                               |                                               |  |  |                                         |                                         |                                         |  |  |                                     |                                     |                                     |  |
|  | Hardcore Holly                             | Hardcore Holly                             | 1:24                                       |              |                |                                               |                                               |                                               |  |  |                                         |                                         |                                         |  |  |                                     |                                     |                                     |  |
|  | Hardcore Holly                             | Hardcore Holly                             | 1:24                                       |              | Hardcore Holly | Hardcore Holly                                | DQ                                            |                                               |  |  |                                         |                                         |                                         |  |  |                                     |                                     |                                     |  |
|  |                                            |                                            |                                            |              | Hardcore Holly | Hardcore Holly                                | DQ                                            |                                               |  |  |                                         |                                         |                                         |  |  |                                     |                                     |                                     |  |
|  |                                            |                                            | X-Pac                                      | X-Pac        | 3:02           |                                               |                                               |                                               |  |  |                                         |                                         |                                         |  |  |                                     |                                     |                                     |  |
|  | Big Boss Man                               | Big Boss Man                               | X-Pac                                      | X-Pac        | 3:02           | Schienamento                                  |                                               |                                               |  |  |                                         |                                         |                                         |  |  |                                     |                                     |                                     |  |
|  | Big Boss Man                               | Big Boss Man                               |                                            |              |                |                                               |                                               |                                               |  |  |                                         |                                         |                                         |  |  |                                     |                                     |                                     |  |
|  | X-Pac                                      | X-Pac                                      | 2:37                                       |              |                |                                               |                                               |                                               |  |  |                                         |                                         |                                         |  |  |                                     |                                     |                                     |  |